# Frigidispora colnensis
Frigidispora colnensis är en svampart som beskrevs av K.D. Hyde & Goh 1999. Frigidispora colnensis ingår i släktet Frigidispora, divisionen sporsäcksvampar och riket svampar.   Inga underarter finns listade i Catalogue of Life.